# Чёрный глаз

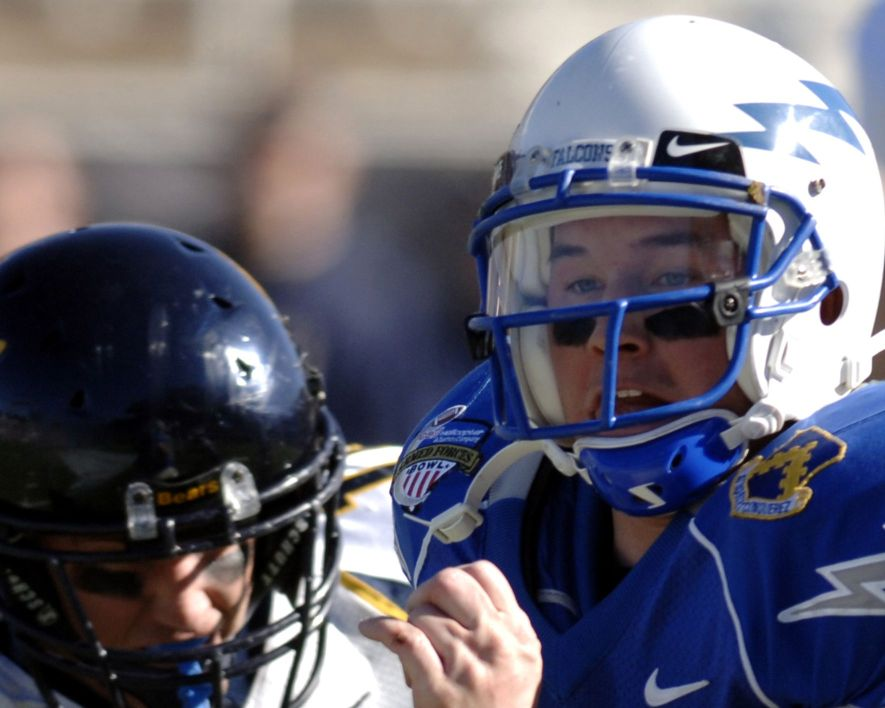
Американский футбол

Чёрный глаз (англ. eye black, досл. «глазная чернота») — полосы чёрного цвета, которые наносятся под глазами, чтобы уменьшить блики на скулах от ярких источников света. Часто используется игроками в американский футбол, бейсбол и лакросс, где солнечный свет или огни стадиона могут помешать увидеть игровой мяч (особенно в ситуациях, когда мяч находится в воздухе на фоне ярких источников света).
Является одной из форм функционального макияжа или боевой раскраски.

## Устройство
- Традиционный макияж состоит из пчелиного воска, парафина и угля.
- Также могут использоваться небликующие полоски, имитирующие макияж, которые приклеиваются на кожу.

## История возникновения
Один из самых ранних известных примеров нанесения чёрного глаза — воинами и охотниками различных племен по всему миру с незапамятных времен.